# Rasipuram
Rasipuram es una ciudad y municipio situada en el distrito de Namakkal en el estado de Tamil Nadu (India). Su población es de 50244 habitantes (2011). Se encuentra a 27 km de Namakkal y a 29 km de Salem.

## Demografía
Según el censo de 2011 la población de Rasipuram era de 50244 habitantes, de los cuales 24188 eran hombres y 26056 eran mujeres. Rasipuram tiene una tasa media de alfabetización del 84,74%, inferior a la media estatal del 80,09%: la alfabetización masculina es del 89,64%, y la alfabetización femenina del 80,27%.